# Polvere.
Polvere. è l'album d'esordio da solista di Pierpaolo Lauriola, pubblicato nel 2012.

## Il disco
Grazie al supporto di numerosi musicisti del settore musicale e del Massive Arts Studios, Lauriola riesce a trovare una produzione per il suo primo album che è una raccolta di alcune canzoni scritte nell'arco degli anni precedenti.
Polvere. (scritto con il punto finale), è una raccolta di otto canzoni sul tema del tempo. Pubblicato inizialmente a marzo 2012 in streaming sul sito dell'artista e su Rockit, il 10 ottobre 2012 esce anche in CD e viene distribuito su tutti i maggiori siti di musica digitale tra cui iTunes, Spotify, Deezer e Amazon.
Il tema predominante del lavoro è il tempo. Il titolo stesso, Polvere., sintetizza i concetti contenuti nell'album. Si rifà nello specifico al secondo brano dell'album: col tempo, la polvere che si posa diventa quasi una seconda pelle, dando la dimensione del tempo che passa. Questo concetto viene esplicato nell'album raccontando le storie di un periodo della vita di una persona, che è l'io narrante. Alcuni dei pezzi di Polvere. nascono già nei primi anni novanta e poi rielaborati nel tempo.
L'album nel 2013 è stato candidato al Premio Tenco e supportato da Giorgio Zito. Sogni e Segni è il video che testimonia l'ultima fase di registrazione del disco con un Making of realizzato da Giuseppe Biancofiore che è autore anche della copertina. Il mastering di Polvere. è stato curato da Alberto Cutolo e il mix da Adel Al Kassem.

## Tracce
Testi e musiche di Pierpaolo Lauriola, eccetto dove indicato.
1. I silenzi (Acoustic Version) – 3:09
2. La carne del tempo (Acoustic Version) – 4:49
3. Ci consumeremo in un abbraccio (Acoustic Version) – 4:29
4. Una rosa divenuta tenera passione (Acoustic Version) – 4:07 (Pierpaolo Lauriola, Giuseppe Lavermicocca)
5. L’alternativa (Acoustic Version) – 3:55
6. Noi, qui, di nuovo (Acoustic Version) – 3:02
7. Sogni e segni (Acoustic Version) – 3:24
8. Io brindo (Acoustic Version) – 2:35
9. I silenzi (DOMO Version) – 3:01
10. La carne del tempo (DOMO Version) – 5:00
11. Ci consumeremo in un abbraccio (DOMO Version) – 4:03
12. Una rosa divenuta tenera passione (DOMO Version) – 4:22 (Pierpaolo Lauriola, Giuseppe Lavermicocca)
13. L’alternativa (DOMO Version) – 3:07
14. Noi, qui, di nuovo (DOMO Version) – 4:45
15. Sogni e segni (DOMO Version) – 3:12
16. Io brindo (DOMO Version) – 2:25

## Video
- Pierpaolo Lauriola, Pierpaolo Lauriola - Sogni e Segni, su YouTube, regista Giuseppe Biancofiore, Lauriola, 23 febbraio 2012.